# Macintosh IIsi
Le Macintosh IIsi est un ordinateur de bureau produit par Apple de 1990 à 1993. C'était une version allégée du Macintosh IIci, dans un boîtier compact, ce qui le plaçait dans le milieu de gamme avec un prix de 2 999 $ hors options. Son processeur tournait à 20 MHz au lieu de 25 MHz, afin qu'il ne « cannibalise » pas les ventes du Macintosh IIci. Il avait une unité de calcul en virgule flottante optionnelle Motorola 68882. Il intégrait en standard un disque dur de 40 ou 80 Mo, ainsi que des ports SCSI, ADB et entrée/sortie audio. Pour baisser les coûts, la mémoire vidéo était partagée avec la mémoire vive principale, ce qui ralentissait considérablement l'affichage. Néanmoins, comme le Macintosh IIci, il supportait l'affichage en couleur (jusqu'à 640×480) ou sur plusieurs écrans.